# Chris Martin
Christopher Anthony John Martin (* 2. března 1977, Whitestone, Anglie, Spojené království) je zpěvák, kytarista, klavírista, písničkář a spoluzakladatel britské skupiny Coldplay. Narozen ve Whitestone, poblíž Exeteru v Devonu, Martin odešel studovat do University College London, kde roku 1996 společně s muzikantem Jonnym Bucklandem utvořil rockovou skupinu Pectoralz (v roce 1998 přejmenovanou na Coldplay).
Martin - společně s ostatními členy Coldplay - dosáhl celosvětové slávy vydáním v roce 2000 kapelového singlu Yellow, písně, jež kapele také získala jejich první Grammy Award nominaci v kategorii Nejlepší Rocková Píseň (Best Rock Song). Skupina také získala uznání od kritiků a několik ocenění pro jejich následná alba, zahrnujíc A Rush of Blood to the Head a Viva la Vida. Pro obě získali Grammy Award a Brit Award pro A Rush of Blood to the Head. Skupina prodala více než 80 milionů desek po celém světě, což ji udělalo jednou ze světově nejvýdělečnější skupinou vůbec.

## Mládí a vzdělání
Chris Martin se narodil ve Whitestone a je nejstarším ze svých pěti sourozenců. Jeho otec, Anthony Martin, je bývalým účetním a jeho matka, Alison Martin, učitelkou hudební výchovy. Měli rodinnou firmu Martins of Exeter, dokud roku 1999 nebyla Anthonym Martinem prodána. William Willett, muž, jenž propagoval a udělal Letní čas uznávanou praxí, byl Chrisův prapradědeček.
Chris Martin se vzdělával v před-přípravné Hylton School a v přípravné Exeter Cathedral School, kde objevil svou vášeň pro hudbu. Po Exeter Cathedral School Martin nastoupil na Sherborne School v Dorsetu, kde se seznámil s budoucím Coldplay manažerem Philem Harveyem.
Martin pokračoval ve studiích na University College London (UCL), zůstávajíc v Ramsay Hall, kde četl Ancient World Studies a absolvoval s prvotřídním vyznamenáním v oborech Řecko a latina. V UCL se seznámil s budoucími Coldplay členy: Jonnym Bucklandem, Willem Championem a Guyem Berrymanem.

## Kariéra

### Coldplay
Zatímco studoval na University College London, seznámil se Martin s Jonnym Bucklandem, se kterým se později rozhodli, že založí skupinu - Martin jako hlavní zpěvák a Buckland jako hlavní kytarista. Přidali k sobě i Guye Berrymana jako jejich basistu, a Willa Championa, který se učil hrát na bicí, aby skupině mohl dělat bubeníka. V roce 1996 společně utvořili rockovou skupinu Coldplay, původně známou jako Pectoralz, později změněnou dočasně na Starfish, dokud jim nebyl jinou kapelou nabídnut název Coldplay, pod kterým již ona kapela nechtěla nadále vystupovat. Tento název byl přijat.
Jakmile Coldplay roku 2000 vydala své první album Parachutes, získala tím mezinárodní uznávanost, slávu a úspěch. Jejich skladba Yellow z Parachutes se okamžitě dostala v žebříčku na číslo čtyři, a byla to právě ona, co zaneslo Coldplay k již zmiňované slávě. Doposud vydali celkem osm studiových alb, kterými jsou Parachutes, A Rush of Blood to the Head, X&Y, Viva la Vida or Death and All His Friends, Mylo Xyloto, Ghost Stories, A Head Full of Dreams, Moon Music. Skupina také vydala na počátcích tvorby několik EPů, zahrnujíc Safety (EP) a The Blue Room (EP).

### Sólová práce
Jako sólový umělec, Martin napsal písně pro celou řadu umělců, zahrnujíc Embrace („Gravity“), nebo Jamelia („See It in a Boy's Eyes“, spolu-psáno s Coldplay producentem Rikem Simpsonem). Martin také spolupracoval s Ronem Sexsmithem, s Faultlinem, když zpíval ve dvou Faultlinovo skladbách (Where Is My Boy? a Your Love Means Everything Part2), dále s The Streets a Ianem McCullochem. V roce 2004 zpíval také část vokálů Do They Know It's Christmas? od skupiny Band Aid 20. V roce 2005 Chris Martin spolupracoval se zpěvačkou Nelly Furtado ve skladbě „All Good Things (Come to an End)“, pro její 2006 album Loose. O těch dvou se kdysi, když roku 2002 vystoupili na Festival Glastonbury, říkalo, že chtějí utvořit milostný pár. Furtado o této situaci zažertovala: „Jo, je to můj přítel – jen o tom prostě ještě neví“.
Martinovo okouzlení hip hopem bylo možno spatřit v polovině roku 2006, kdy spolupracoval s rapperem Jay-Z pro Jay-Zovo návratové album Kingdom Come po tom, co se tito dva seznámili dříve během roku. Martin dal dohromady nějaké akordy pro píseň známou jako Beach Chair a poslal je Jay-Zímu, který následně zajistil pomoc od hip hopového producenta Dr. Dreho, aby to namixoval. Rik Simpson domyslel a provedl bubnování. Píseň byla předvedena 27. září 2006 během Jay-Zova Evropského turné v Royal Albert Hall. V roce 2007 se Chris Martin objevil ve skladbě zvané Part of the Plan pro debutové sólo album Swizze Beatze: One Man Band Man. Martin také pracoval v sólové spolupráci s Kanyem Westem, se kterým se podílel na jam session během 2006 koncertu v Abbey Road Studios. Vystupoval v refrénu „Homecoming“ z Westova alba Graduation.
V roce 2015 Chris Martin spolupracoval s producentem a DJem Aviciim na práci na nových dvou skladbách pro jeho nadcházející album, Stories. Jejich první spolupráce je oficiálně pojmenovaná „Heaven“. Martin psal texty, Avicii prováděl produkci a Simon Aldred z Cherry Ghost dělal zpěváka.

## Vlivy a oblíbení hudebníci
Hlavní vliv pro Martina a Coldplay je skotská rocková kapela Travis, které Martin připisuje inspiraci pro vytvoření své vlastní skupiny.
Irská rocková kapela U2 je dalším důležitým vlivem na Martina, jak s muzikou, tak s politikou. Martin napsal pro Rolling Stone magazín a jeho článek 100 největších hudebních umělců vůbec svůj názor na kapelu, říkajíc: „Nekupuji si víkendové letenky do Irska a nevyvěšuji je před jejich branami, ale U2 je jediná kapela, jejíž celý katalog znám nazpaměť. První píseň v albu The Unforgettable Fire, A Sort of Homecoming, vím zepředu i zezadu - je to tak vzrušující, brilantní a krásné. Je to jedna z prvních písní, jež jsem hrál svému nenarozenému dítěti.“ Chris Martin také okomentoval Bonovo účinkování na jeho vlastní charitě a politickou angažovanost, že je známo, že dokonce vtipkuje mezi přáteli, aby mu říkali „Crono“.
Martin i Coldplay byli silně ovlivněni také anglickou rockovou kapelou Radiohead. V rozhovoru v časopisu Rolling Stone, Martin řekl k Radiohead: „Někdy mám pocit, jako kdyby oni vyčistili cestu mačetou, nato bychom přišli my a dali tam obchodní centrum… dal bych i svou levou kouli za to, abych mohl napsat něco tak dobrého, jako je OK Computer!“
Martin je velmi ohlasný k jeho lásce k norské novo vlnové/synthpopové kapele A-ha. V roce 2005 uvedl následující rozhovor: „Ocitl jsem se v Amsterdamu jednoho dne a zapnul jsem si první A-ha skladbu. Stále si vzpomínám, jak jsem to miloval. Je to neuvěřitelná píseň i text. Každý se ptá, co nás inspirovalo, odkud jsme chtěli brát a co jsme poslouchali, když jsme vyrůstali - první kapela, kterou jsem velmi miloval, byla A-ha.“ Martin také vystupoval živě společně s Magnem Furuholmenem, uvádějíc jej jako „nejlepšího keyboard hráče na světě“. V listopadu 2011 uvedl: „Když jsme zrovna neměli po ruce žádné vlastní pecky, přivykli jsme si na hraní některých písní od A-ha.“
Je známo, že Martin je fanouškem anglických rockových kapel Oasis a Muse, irské popové kapely Westlife, anglicko-irské dívčí skupiny Girls Aloud, anglické popové skupiny Take That a kanadské indie rockové kapely Arcade Fire. V roce 2014 Martin uvedl Petera Gabriela do Rock and Roll Hall of Fame za jeho sólo kariéru a ve stejném roce také vystoupil živě s dřívějším frontmanem Genesis. Martin je také blízkým přítelem hudebnické dvojice Jay-Z a Beyoncé, a v nedávném rozhlasovém rozhovoru zmínil, že jedním z nejoblíbenějších hudebníků Coldplay je Tove Lo, jež se objevila v jejich posledním albu.
Coldplay zahrálo Nightswimming od R.E.M. společně s Michaelem Stipem během jejich Austin City Limits působení v roce 2005, jako součást Twisted Logic Tour. Martin pokračoval prohlášením Nightswimming za „největší píseň, co kdy kdo napsal“. Poté nazval Richarda Ashcrofta, bývalého člena The Verve, jako „nejlepšího zpěváka na světě“.

## Další snahy
Martin a Coldplay kytarista Buckland měli cameo ve filmu Soumrak mrtvých, jako podporovatelé fiktivní charity ZombAid, s tím, že Martin dělal ještě druhé cameo jako Zombie. V roce 2006 dělal Martin cameo ve čtvrté epizodě druhé série komedie Extras, která je zpracována Rickym Gervaisem a Stephenem Merchantem. Také zazpíval k závěrečným titulkách roku 2006 k filmu Sacha Barona Cohena Bruno; zpíval společně s Bonem, Stingem, Slashem, Snoop Doggem a Eltonem Johnem.
V březnu 2015 se Martin zúčastnil televizního zahájení streamovací služby Tidal prostřednictvím videotelephony, a prozradil že on, společně s jinými významnými umělci, je akcionářem ve společnosti. V červnu 2015 Martin zahrál Til Kingdom Come na pohřbu Beaua Bidena, syna viceprezidenta Spojených států amerických, Joea Bidena, když se dozvěděl, že Beau Biden byl jeho fanouškem.

### Politika
Chris Martin byl zvláště otevřený k problematice spravedlivého obchodování a propagoval Make Trade Fair kampaň Oxfamu. Cestoval po Ghaně a Haiti, aby viděl vlivy nespravedlivých obchodních praktik. Při tom měl obvykle různé variace „Make Trade Fair“ (v překladu obchoduj férově), „MTF“, nebo rovnítko na své levé ruce a písmena „MTF“ byla k vidění napsaná na jeho klavíru.
Byl to hlasitý kritik amerického prezidenta George W. Bushe a války v Iráku. Během Teenage Cancer Trust show v Londýnské Royal Albert Hall 14. března 2003, povzbudil dav, aby „zpíval proti válce“. Byl silným zastáncem demokratického kandidáta na prezidenta Johna Kerryho, což bylo nejvíce viditelné během Martinova proslovu k přijetí Grammy Awards Record of the Year za svou píseň Clocks. V roce 2008 podporoval v kandidování Baracka Obamu, křičíc to na konci vystoupení Yellow na Saturday Night Live 25. října 2008.
1. dubna 2006 The Guardian uvedl, že Martin podporoval vůdce konzervativní strany Davida Camerona a pro stranu napsal novou hudební znělku, Talk to David. To se později ukázalo jako aprílový žert. Během cestování Austrálií v březnu 2006 Martin se zbytkem Coldplay měli zahajovací vystoupení na Sound Relief benefičním koncertu na Sydney Cricket Ground v Sydney, pro oběti lesních požárů a záplav ve státech Victoria a Queensland. Martin se objevil také ve videu pro Robin Hood Tax kampaň, která navrhuje daň z obchodů s akciemi ve Spojených státech. Tato daň se zaměřuje na vyrovnání podmínek mezi takzvanými „1 % až 99 %“. V červnu 2016 Martin volil Zůstat na referendu o členství Spojeného království v Evropské unii. V návaznosti na výsledky referenda, ve kterém 52 % hlasujících podpořilo vystoupení z EU (přestože většina mladších lidí volila Zůstat), Martin prohlásil: „Toto rozhodnutí ve skutečnosti nepředstavuje nás a spoustu z naší generace ani generace následující.“

### Filantropie
12. prosince 2012 Martin vystoupil jako součást 12 12 12 Concert, jenž se konal jako fundraiser pro pomoc po Hurikánu Sandy. Zahrál zde Viva La Vida, píseň Losing My Religion od R.E.M. s bývalým hlavním R.E.M. zpěvákem Michaelem Stipeim, a také Us Against the World. Dalšími vystupujícími na koncertě byli Bruce Springsteen, Roger Waters, Bon Jovi, Eric Clapton, The Rolling Stones, Alicia Keys, The Who, Kanye West, Billy Joel a Paul McCartney. 15. listopadu 2014 se Martin připojil k charitativní skupině Band Aid 30, vystupujíc po boku britských a irských popových aktů na nejnovější verzi skladby Do They Know It's Christmas? na Sarm West Studios v Londýnské Notting Hill, pro získání peněz na List of Ebola outbreaks v západní Africe - to bylo podruhé, kdy se Chris Martin ke skupině připojil.
V roce 2015 se Martin stal kreativním ředitelem nově vzniklého Global Citizen Festival, což je role, kterou bude plnit po dobu 15 let. Festival vznikl v roce 2015 při založení United Nations Sustainable Development Goals (SDGs), jakéhosi "seznamu úkolů" se sedmnácti úkoly pro ukončení extrémní globální chudoby ve světě do roku 2030; s Martinem radícím Band Aidskému zakladateli Bobu Geldofovi. Festival se konal v Central Parku u Great Lawn v New Yorku 26. září 2015, a představoval vystoupení Martina se svou Coldplay, Beyoncé, Pearl Jam a Eda Sheerana, a byl vysílán 27. září v NBC v US a 28. září v BBC v UK. Bylo oznámeno, že se stal Martin Innocence Project's Artists' Committee jako Innocence Ambassador 5. února 2016.

## Osobní život
Chris Martin sám sebe přinutil pít vodku s brusinkovým džusem v dobách, kdy se choval „jako idiot“. PETA jej jmenovala jako nejsvůdnějšího vegetariána světa (World's Sexiest Vegetarian), když se jím v roce 2005 na chvíli stal; nicméně, maso začal opět jíst po rozpolcení mezi ním a Paltrow.

### Vztahy
Martin a americká herečka Gwyneth Paltrow se vzali 5. prosince 2003, klidným obřadem v nepřítomnosti přátel ani rodiny. Jejich dcera, Apple Blythe Alison Martin, se narodila 14. května 2004 v Londýně. Martin a skupina vydala píseň I am your baby's daddy pod názvem The Nappies, v očekávání narození Apple. Píseň Speed of Sound byla také inspirována Martinovými zkušenostmi a úžasem stát se otcem. Jejich druhé dítě, Moses Bruce Anthony Martin, se narodil 8. dubna 2006 v New Yorku. Mosesovo jméno bylo inspirováno písní Moses, jež Martin napsal pro Paltrow. Simon Pegg a Martinův spolučlen Jonny Buckland jsou Applenini kmotři, a na oplátku Martin je kmotr Peggovy dcery. Martin a Paltrow oznámili svůj rozchod v březnu 2014, po deseti letech manželství. Paltrow podala žádost o rozvod v dubnu 2015. Soudce rozvod dokončil dne 15. července 2016.
Od roku 2017 byl Martin ve vztahu s americkou herečkou Dakotou Johnsonovou, známou například z filmové trilogie Padesát odstínů. Podle některých zpráv se v červnu 2019 rozešli, podle jiných jsou spolu k říjnu 2019 stále. K únoru roku 2021 spolu žili v kalifornském Malibu.

### Náboženství
V roce 2005 Martin v Rolling Stone rozhovoru pověděl ohledně svých náboženských pohledů: „Definitivně věřím v Boha. Jak si můžete něco prohlédnout a nebýt ohromen tou zázračností věci?“ Ve stejném rozhovoru mluvil o procházení obdobím duchovního zmatku, říkajíc: „Procházel jsem podivnou cestou, vedoucí kolem šestnáctého a jednadvacátého věku, kdy pro mě byl Bůh, náboženství, pověra a mínění jeden velký zmatek.“ V rozhovoru roku 2008 řekl: „Vždy jsem se snažil pochopit, kdo 'On' nebo 'Ona' je. Netuším, zda je to Allah, Ježíš, Mohammed nebo Zeus. Ale myslím si, že je to Zeus.“ Pokračujíc rozhovorem, nazval sám sebe „všeteistou“, což je slovo jeho výtvoru, znamenajíc, že Chris Martin věří ve „všechno“.